# Ruscus streptophyllus
Ruscus streptophyllus — вид рослин з родини Холодкові (Asparagaceae), ендемік Мадейри.

## Поширення
Ендемік архіпелагу Мадейра (о. Мадейра).